# Lloseta
Lloseta ist eine Gemeinde auf der spanischen Baleareninsel Mallorca mit 6.456 Einwohnern (Stand: 2024). Der gleichnamige Ort hatte 2008 5107 Einwohner. Im Jahr 2006 betrug der Ausländeranteil der Gemeinde 10,5 % (564), der Anteil deutscher Einwohner 0,5 % (25). Lloseta liegt in der Nähe der Stadt Inca am Fuß der Gebirgskette Serra de Tramuntana.

## Sehenswürdigkeiten
- Kirche Oratori del Cocó
- Bürgerhaus Can Polla
- Palast Palau d’Aiamans

## Feste
- Festa de la Mare de Déu de Lloseta, Patronatsfest, am 8. September

## Söhne und Töchter der Gemeinde
- Miguel Martorell (1937–2021), Radsportler